# Rufin al Bizanțului
Rufin I al Bizanțului (în greacă Ρουφίνος, transliterat: Roufinos; ? - 293) a fost episcop al Bizanțului pentru nouă ani, slujind între 284 și 293, în timpul domniei mai multor împărați, printre care cel mai important a fost Dioclețian. 
Rufin l-a urmat pe Dometie și a fost urmat de Probie.